# New Play Control!
New Play Control!, conocido en Japón como Play on Wii Selection (Ｗｉｉであそぶセレクション Wii de Asobu Selection?), es una serie de videojuegos de Nintendo GameCube rediseñados por Nintendo para la consola Wii. Los videouegos de la serie New Play Control! presentan una serie de mejoras, sobre todo la implementación de controles Wii con el uso de Wii Remote y Nunchuk, así como la inclusión de soporte de pantalla panorámica y gráficos mejorados.

## Historia

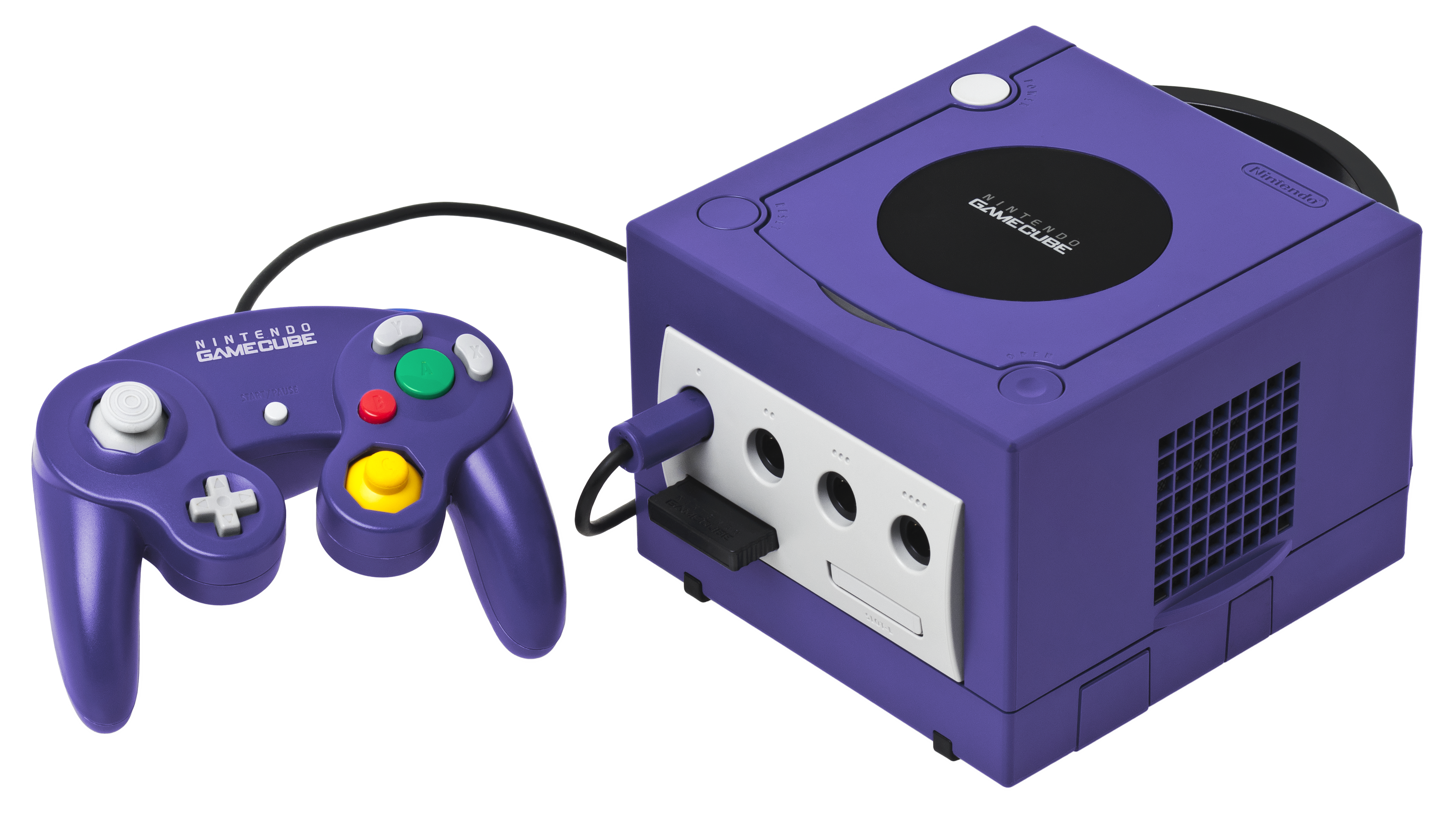
Los títulos New Play Control! son originales de Nintendo GameCube.

Nintendo anunció inicialmente la gama de títulos de Wii de Asobu Selection en una presentación el 2 de octubre de 2008, confirmando que Pikmin y Donkey Kong Jungle Beat se lanzarían durante el año, mientras que un portavoz de Nintendo of Europe confirmó días después que la serie también se lanzaría en Europa. En Japón, Pikmin y Donkey Kong Jungle Beat se lanzaron en diciembre de 2008 y fueron seguidos durante todo 2009 por Mario Power Tennis, Pikmin 2, Chibi-Robo!, Metroid Prime y Metroid Prime 2: Echoes. En el mismo año, New Play Control! fue lanzado en Europa, Norteamérica y Australia, aunque no todos los videojuegos estuvieron disponibles en todo el mundo: Pikmin 2 no se lanzó en Norteamérica hasta junio de 2012, cuando se lanzó como un título de Nintendo Selects en lugar de un título de New Play Control!; Chibi-Robo! nunca fue lanzado fuera de Japón, mientras que Metroid Prime y Metroid Prime 2: Echoes fueron lanzados por medio del juego recopilatorio Metroid Prime Trilogy.

## Cambios y mejoras

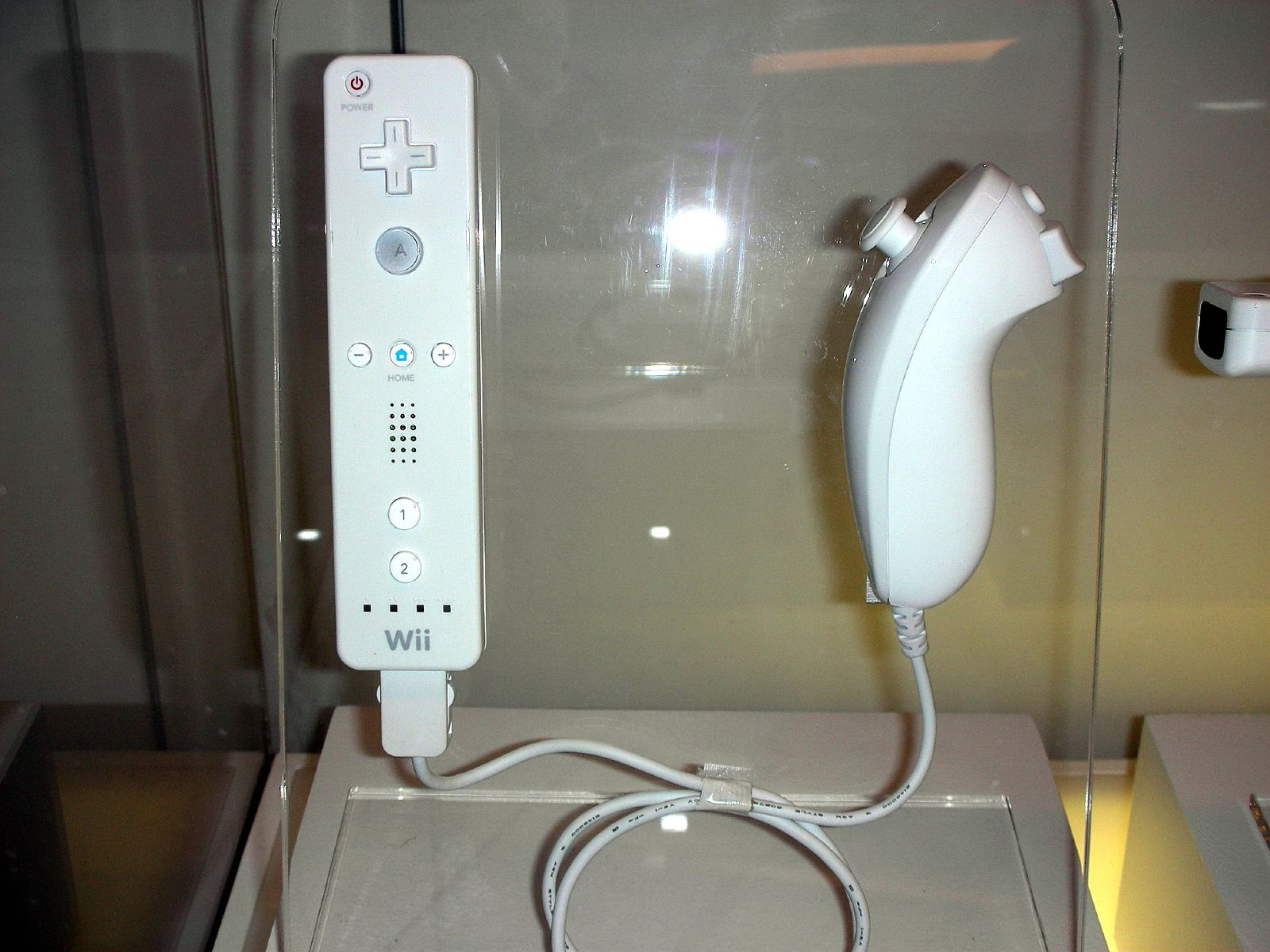
El control a los mandos de Wii es el principal atractivo de la línea New Play Control!

Pikmin y Pikmin 2 permiten a los jugadores señalar y hacer click con el Wii Remote para seleccionar y dirigir unidades. Mario Power Tennis se basa en los movimientos de balanceo que se ven en Wii Sports para realizar varios swings, mientras que también es posible mover el personaje con la palanca de control si el Nunchuk está conectado. Metroid Prime y Metroid Prime 2: Echoes usan las mismas funciones de control que se observaron por primera vez en Metroid Prime 3: Corruption. Ya se había utilizado un prototipo inicial del esquema de control con una versión demo técnica de Metroid Prime 2: Echoes, que se vio inicialmente cuando se anunció por primera vez el Wii Remote.
Se han realizado otros cambios en los videojuegos además de los controles actualizados y los gráficos mejorados. Donkey Kong Jungle Beat presenta nuevos niveles y un diseño ligeramente modificado de niveles ya existentes para darle al videojuego una sensación de plataforma más tradicional. Pikmin permite a los jugadores hacer retroceder sus partidas guardadas en días anteriores, borrando solo una parte reciente del archivo guardado, aunque esto no se transfirió a Pikmin 2. Metroid Prime y Metroid Prime 2: Echoes presentan algunas de las características introducidas en Metroid Prime 3: Corruption, que incluyen el sistema de logros, contenido desbloqueable y la capacidad de tomar capturas de pantalla.

## Lanzamientos
Cuatro de los videojuegos —Donkey Kong Jungle Beat, Mario Power Tennis, Pikmin y Pikmin 2— fueron lanzados universalmente como títulos de New Play Control!, aunque Pikmin 2 no llevaba la etiqueta en su lanzamiento en América del Norte, ya que se retrasó durante años. Los dos videojuegos de Metroid Prime se incluyeron con Metroid Prime 3: Corruption y se lanzaron en la compilación de edición limitada Metroid Prime Trilogy, que se lanzó en 2009 y recibió solo una tirada de edición limitada, y se descontinuó poco después de su lanzamiento. Pikmin 2, que se lanzó en Japón, Europa y Australia en 2009, no fue lanzado en América del Norte hasta junio de 2012, cuando se publicó junto con Mario Power Tennis como parte de la línea de Nintendo Selects; estas versiones de los videojuegos no cuentan con portadas reversibles o la etiqueta de New Play Control!, en su lugar fueron promocionados como títulos clásicos de Nintendo GameCube con controles Wii mejorados.
Cada videojuego de la serie de New Play Control! presenta una portada estándar, que explica la premisa de la serie, así como también la portada original de Nintendo GameCube. La portada de cada videojuego es reversible; Al invertir la tapa, se muestra la versión original de la portada sin la etiqueta de New Play Control!, excepto en el logo del videojuego.
Varios de estos videojuegos —Donkey Kong Jungle Beat, Pikmin y Pikmin 2— fueron relanzados en la Nintendo eShop de la consola Wii U en junio de 2017, mientras que Metroid Prime y Metroid Prime 2: Echoes fueron relanzados como parte de Metroid Prime: Trilogy y solo en Norteamérica, Europa y Australia en enero de 2015.

## Títulos de la colección
| Título                  | Lanzamiento             | Lanzamiento             | Lanzamiento          | Lanzamiento           |
| Título                  | Japón                   | Europa                  | Norteamérica         | Australia             |
| ----------------------- | ----------------------- | ----------------------- | -------------------- | --------------------- |
| Chibi-Robo!             | 11 de junio de 2009     | Sin lanzamiento         | Sin lanzamiento      | Sin lanzamiento       |
| Donkey Kong Jungle Beat | 11 de diciembre de 2008 | 5 de junio de 2009      | 4 de mayo de 2009    | 18 de junio de 2009   |
| Mario Power Tennis      | 15 de enero de 2009     | 6 de marzo de 2009      | 9 de marzo de 2009   | 26 de marzo de 2009   |
| Metroid Prime           | 19 de febrero de 2009   | 4 de septiembre de 2009 | 24 de agosto de 2009 | 15 de octubre de 2009 |
| Metroid Prime 2: Echoes | 11 de junio de 2009     | 4 de septiembre de 2009 | 24 de agosto de 2009 | 15 de octubre de 2009 |
| Pikmin                  | 25 de diciembre de 2008 | 6 de febrero de 2009    | 9 de marzo de 2009   | 26 de febrero de 2009 |
| Pikmin 2                | 12 de marzo de 2009     | 24 de abril de 2009     | 10 de junio de 2012  | 14 de mayo de 2009    |

1. ↑  También publicado como un título de Nintendo Selects en Europa y Norteamérica.
2. 1 2  Fuera de Japón, estos videojuegos solo fueron vendidos como parte de Metroid Prime: Trilogy y no pueden ser comprados individualmente.
3. ↑  Lanzado solo como un título de Nintendo Selects en Norteamérica.